# Pierre Philippe Denfert-Rochereau
Pierre Philippe Marie Aristide Denfert-Rochereau (11 de enero de 1823 - 11 de mayo de 1878) fue un militar y político francés. Alcanzó fama por su exitosa defensa del sitio de Belfort durante la guerra franco-prusiana: que le mereció el apodo del León de Belfort. 

## Biografía
Nacido en una familia aristocrática Protestante de clase alta, se casó con una hija de una importante familia de Montbéliard, Pauline Surleau-Goguel.
Denfert-Rochereau se graduó de la École Polytechnique en 1842. Se distinguió durante la expedición francesa a Roma en 1849, y participó en la guerra de Crimea en 1855, donde fue herido en la toma de Malakoff. Fue enviado a la Argelia francesa entre 1860 y 1864.

## Sitio de Belfort

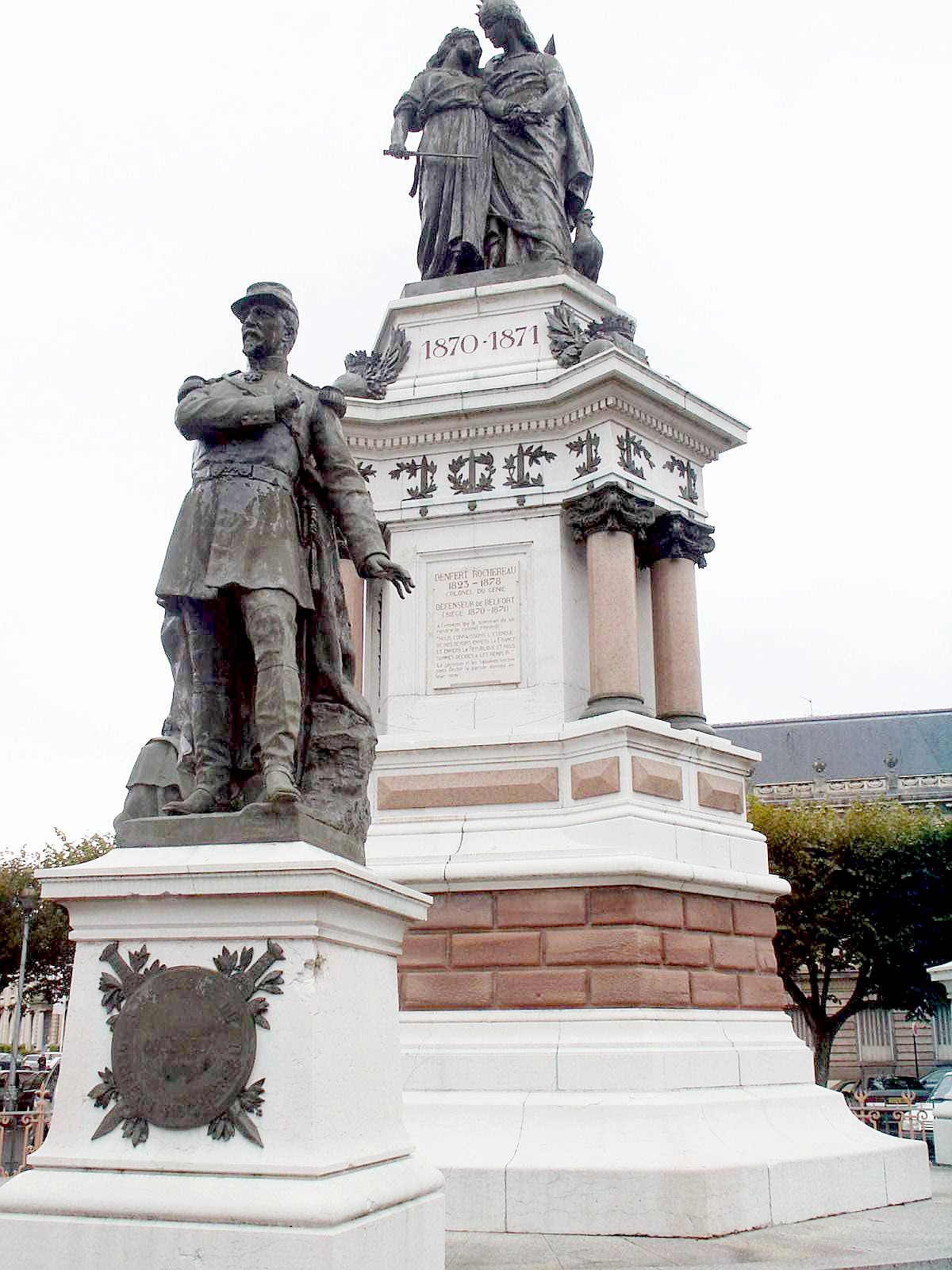
Estatua del coronel Denfert-Rochereau en Belfort.

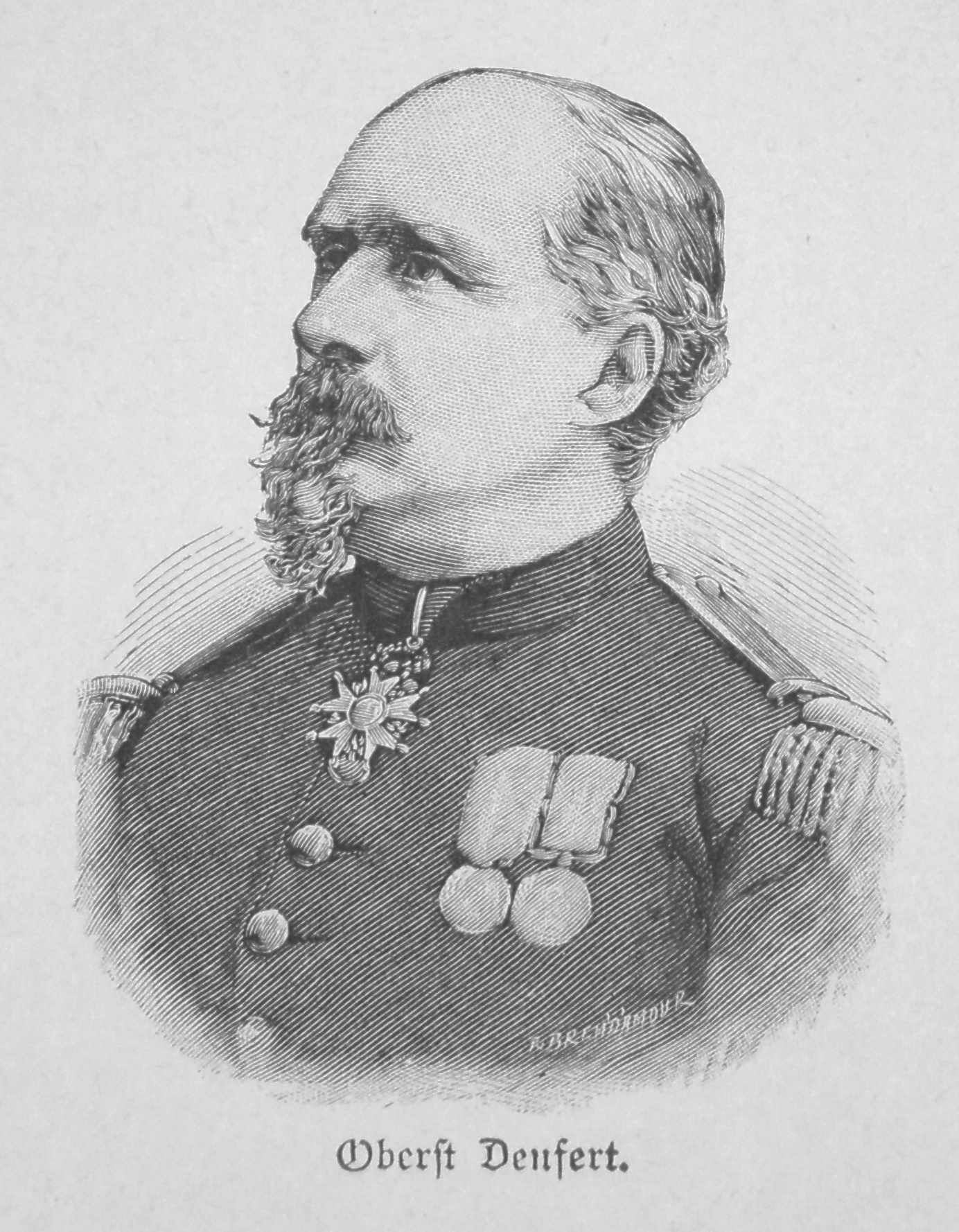
Coronel Denfert, grabado por Richard Brend'amour.

Nombrado comandante de Belfort en 1870, el Coronel Denfert-Rochereau se encontró en noviembre de 1870 con el ataque y el subsiguiente sitio de la ciudad por los ejércitos alemanes a las órdenes de August von Werder. Cuando se le pidió rendir la fortaleza, el Coronel respondió: "Somos conscientes de nuestro deber hacia Francia y la República, y estamos decididos a respetarlo". Rechazando permitir la evacuación de la población civil, en diciembre de 1870 los alemanes empezaron a bombardear la ciudad.
Denfert-Rochereau entonces lideró su guarnición de 15.000 hombres (de los cuales solo 3500 eran verdaderos soldados) y la población de la ciudad durante 103 días de resistencia contra 40.000 soldados de Werder. La resistencia heroica solo terminaría con la orden del Gobierno de Defensa Nacional del 18 de febrero de 1871: Denfert-Rochereau aceptó abandonar la fortaleza con sus tropas y armas, libre e invicta, evitando la humillación de una derrota.
Rechazando el armisticio, urgió al Presidente (de facto) Adolphe Thiers que perdonara al joven oficial Louis-Nathaniel Rossel —también Protestante— quien se había unido a la Comuna de París después de la derrota francesa. Rossel fue no obstante ejecutado el 27 de noviembre de 1871.
La resistencia de Denfert-Rochereau salvó el honor de Francia, por lo contrario humillada por la derrota de Mac Mahon en Sedán y la rendición de Bazaine en Metz. También permitió a Thiers negociar la retención de la región de Belfort que de ese modo fue separada del resto de la Alsacia anexionada por Alemania.
Héroe nacional, Denfert-Rochereau fue elegido para la Asamblea Nacional como diputado. Ahí apoyó las políticas de Léon Gambetta. Murió en Versalles en 1878, y fue enterrado junto a su esposa en el Cementerio de Montbéliard.
La Plaza Denfert-Rochereau en el XIV Distrito de París fue nombrada en su honor en 1879, así como otras calles y plazas a lo largo de toda Francia.